# 왓츠업
《왓츠업》은 2011년 12월 3일부터 2012년 2월 5일까지 방송되었던 MBN 토일 드라마였다.

## 프로그램 소개
연기자를 꿈꾸는 뮤지컬 학과 학생들의 도전과 실패, 사랑과 우정을 그린 드라마

## 방송 시간
- 1회 (2011년 12월 3일) : 토~일 오후 2시
- 2회 (2011년 12월 4일) : 토~일 오후 3시
- 3회 ~ 6회 (2011년 12월 10일 ~ 2011년 12월 18일) : 토~일 오후 9시
- 7회 ~ 10회 (2011년 12월 24일 ~ 2012년 1월 1일) : 토~일 오후 9시 10분
- 11회 ~ 스페셜 2회 (2012년 1월 7일 ~2012년 2월 12일) : 토~일 오후 11시
- 스페셜 3회 ~ 스페셜 6회 (2012년 2월 19일, 2012년 2월 26일) : 일 오전 2시 10분, 오전 3시 20분

## 출연진

### 주요 인물
- 임주환 : 장재헌 역
- 강대성 : 하도성 역 (아역 노준혁)
- 임주은 : 오두리 역 (아역 안서현)
- 조정석 : 김병건 역
- 장희진 : 은채영 역
- 이수혁 : 이수빈 역
- 김지원 : 박태이 역
- 오만석 : 선우영 역
- 진정훈 : 정명하 역
- 김미경 : 양수정 역

### 주변 인물
- 송옥숙 : 장재헌 어머니 역
- 김성령 : 하인영 역
- 양희경 : 오두리 어머니 역
- 한예원 : 연주 역
- 권영돈 : 권영돈 역
- 권영득 : 권영득 역
- 김성일 : 김성재 역
- 김종문 : 김종태 역
- 김가은 : 김가영 역
- 양지원 : 양지은 역

### 그 외 인물
- 진이한 : 은채영 소속사 사장 역
- 권율 : 은채영 소속사 비서 역
- 문성복
- 김혁
- 하리라 : 하리라 역
- 황선희
- 강보경

## 제작

### 사전 제작
- 당초 2010년 7월 방송·편성을 목표로 제작을 구상했으나 편성이 보류됨에 따라 2010년 7월 중순부터 2011년 3월 2일까지 16부작 전편을 사전 제작했다.
- 당초 2011년 2월 15일 보도 자료를 통해 드라마 《파라다이스 목장》 후속으로 SBS 월화 드라마로[1] 방송 예정이었으나 해당 시간대가 폐지되자 편성이 무산되었다.
- MBN을 통해 2011년 12월 3일 토일 드라마로 편성이 확정되었고 당초 방송 시간은 오후 9시였지만 오후 11시로 편성 변경되었다.

### 스페셜 제작
- 스페셜 《사랑과 이별》(6부작)은 왓츠업 스토리 속 출연진들의 러브라인을 위주로 이야기를 재편집한 작품이다.
- 《왓츠업》이 종영하고 후속작 《사랑도 돈이 되나요》가 방영될 예정이었으나 촬영 준비에 차질이 생겨 긴급 편성한 프로그램이다.
- 1회와 2회는《왓츠업》과 같은 시간대인 토~일 밤 11시에 방영하였으나, 3회부터 편성 변경으로 인해 매주 일요일 오전 2시 10분과 3시 20분 각각 방영되었다.

## 논란
- 대성의 교통 사고 사망 사건 이후 6개월만의 복귀가 너무 빠르다고 네티즌들이 거세게 항의했으나, 제작사 측이 드라마 촬영은 사건이 발생하기 전인 2011년 3월에 전편 100% 사전 제작을 완료했다고 발표했다.
- MBN 측이 첫방송 당일 1, 2회를 갑자기 편성시간을 변경해 버리는 바람에 오후 9시에서 오후 2시로 앞당겨졌다. 이것으로 인해 날치기 편성, 졸속 편성이라는 비판을 받았다.
- 2011년 12월 4일, 2부 본방송이 방송되는 오후 2시에 1부를 잘못 송출하여 재방송을 해버리는 방송 사고가 있었다. 그러나 MBN 측은 2부 본방송 시간을 오후 3시로 변경하겠다는 말만 있었을 뿐 시청자에 대한 사과나 양해는 하지 않아 비난을 받았다.

## 시청률
| 2011년 | 2011년    | 2011년         | 2011년 |
| 회차   | 방송일    | AGB닐슨 시청률 |        |
| ------ | --------- | -------------- | ------ |
| 제1회  | 12월 3일  | 0.460%         |        |
| 제2회  | 12월 4일  | 0.693%         |        |
| 제3회  | 12월 10일 | 0.556%         |        |
| 제4회  | 12월 11일 | 0.339%         |        |
| 제5회  | 12월 17일 | 0.384%         |        |
| 제6회  | 12월 18일 | 0.467%         |        |
| 제7회  | 12월 24일 | 0.300%         |        |
| 제8회  | 12월 25일 | 0.200%         |        |
| 제9회  | 12월 31일 | 0.196%         |        |
| 2012년 |           |                |        |
| 제10회 | 1월 1일   | 0.210%         |        |
| 제11회 | 1월 7일   | 0.374%         |        |
| 제12회 | 1월 8일   | 0.274%         |        |
| 제13회 | 1월 14일  | 0.402%         |        |
| 제14회 | 1월 15일  | 0.262%         |        |
| 제15회 | 1월 21일  | 0.283%         |        |
| 제16회 | 1월 22일  | 0.311%         |        |
| 제17회 | 1월 28일  | 0.468%         |        |
| 제18회 | 1월 29일  | 0.200%         |        |
| 제19회 | 2월 4일   | 0.206%         |        |
| 제20회 | 2월 5일   | 0.248%         |        |